# William Beloe (Schriftsteller)
William Beloe (* 1756 in Norwich; † 11. April 1817) war ein britischer Autor, Übersetzer und Herausgeber.
Der Sohn eines angesehenen Kaufmanns schloss 1779 das Bennett-Colege in Cambridge mit dem Grad eines Bachelors ab. Er wurde Kurat von Earlham, ging aber nach seiner Heirat nach London. Ab 1793 gab er als Reaktion auf den Ausbruch Französischen Revolution gemeinsam mit Robert Nares das christlich-konservativ geprägte British Critic heraus, zu dem er auch selbst Artikel beisteuerte. Die vierteljährlich erscheinende Publikation wurde u. a. von William Pitt, dem britischen Premierminister, John Moore, dem Erzbischof von Canterbury und Beilby Porteus, dem Bischof von London, unterstützt.
1804 wurde Beloe Bibliotheksassistent (keeper of printed books) im British Museum. Da mehrfach Bücher aus dem Bestand gestohlen wurden, verlor er jedoch die Stelle wieder. 1818 erschien posthum seine zweibändige Autobiographie The Sexagenarian. Daneben trat Beloe als Verfasser von Gedichten, Übersetzer lateinischer, griechischer und französischer Autoren und Lexikograph hervor.

## Schriften
- Ode to Miss Boscawen, 1783
- The Rape of Helen, from Greek with Notes, 1786
- Poems and Translations, 8 Bände, 1788
- The History of Herodotus, from the Greek, with Notes, vier Bände, 1790
- Translation of Alciphron’s Epistles, 1791
- Translation of the Attic Nights of Aulus Gellius, 1795
- Miscellanies, viz. Poems, Classical Extracts, and Oriental Apologues, drei Bände, 1795
- Translation of the Arabian Nights’ Entertainments, from the French, 4 Bände
- Joseph, translated from the French of Bitaubé, 2 Bände
- Anecdotes of Literature an scarce Books, 6 Bände, 1806–12
- The British Critic (Hrsg.)
- Biographical Dictionary (mit William Tooke und Robert Nares), 18 Bände, 1798
- Brief Memoirs of the leaders of French Revolution
- The Sexagenarian. or the Memoirs of a Literary Life, 2 Bände, 1818